# Língua kri
Kri (Krìì) é um Idioma Viético. Os falantes de Kri vivem no vale de Ñrong superior (Nam Noy) da província de Khammouane, Laos, bem como em outros locais dentro da Área de Conservação da Biodivarsidade Nakai-Nam. É mutuamente inteligível com a língua Pròòngq, que é falada em várias aldeias a jusante do Kri (Enfield & Diffloth 2009).
Os Kri chamam-se de  mleeng Kri , e sua língua  meengq Kri . Eles são cultivadores nômades que se movem a cada 2-3 anos entre locais de vila preexistentes (Chamberlain, 1998) As casas são destruídas após a morte de um membro da família, e os materiais de habitação são usados para construir uma casa nova em um local diferente. Além da língua Kri, muitos adultos, especialmente os homens, falam fluentemente o Vietnamita Vietnamita, Saek, Bru e Lao.

## Fonologia

### Consoantes
|             |             | Labial | Alveolar | Retroflexa | Palatal | Velar | Glotal |
| ----------- | ----------- | ------ | -------- | ---------- | ------- | ----- | ------ |
| Nasal       | Nasal       | m      | n        |            | ɲ       | ŋ     |        |
| Oclusiva    | Implosiva   | ɓ      | ɗ        |            | ʄ       |       |        |
| Oclusiva    | tenuis      | p      | t        | ʈʂ         | c       | k     | ʔ      |
| Oclusiva    | aspirada    | pʰ     | tʰ       | ʈʂʰ        |         | kʰ    |        |
| Fricativa   | Fricativa   |        | s        |            |         |       | h      |
| Aproximante | Aproximante | w      | l        | r~ʐ        | j~ʝ     | ɣ     |        |

#### Finais
Estas são as consoantes Kri que podem vir no final de uma sílaba:
|         | Bilabial | Alveolar  | Palatal | Velar |
| ------- | -------- | --------- | ------- | ----- |
| Marcada | [pˀ]     | [tˀ]      |         | [kˀ]  |
| Nasal   | [m]      | [n]       | [ɲ]     | [ŋ]   |
| Oral    | [w]      | [l] , [r] | [j]     | Vogal |

Notar que são todas contrastivas, e que vogais, consoantes nasais e consoantes orais podem ter os finais marcado. As terminações orais podem tornar-se tênuis.

## Escrita
A língua Kri usa o alfabeto latino sem as letras U, R, W, Y'. Usam-se as formas Gh, Kh, Ng, Ñ, Ph, Qj, Th, Tzr, Tzrh.

## Morfologia
Kri tem algumas características morfológicas, menos que Khmu, mas mais do que vietnamitas.

### Infixo causativo
O infixo -a- pode ser inserido em palavras com duas consoantes iniciais, entre elas. Esse infixo transforma o verbo intransitivo em um verbo transitivo, adicionando um agente. Também pode transformar um substantivo em um verbo. Aqui estão alguns exemplos:
praang - cruzar 

paraang – fazer alguém cruzar (ex, um rio.
slôôj- lavar-se com água corrente (tomar ducha) 

salôôj- jogar algo em água corrente, deixar algo cair em água corrente.
kleeh- cair fora

kaleeh- colher, apanhar
blang- dos olhos, para se tornar aberto (como um cão jovem)

balang- abrir os olhos de alguém
ckaang- um palmo 

cakaang- medir algo com palmos

### Infixo de nominalização
O infixo -rn-  é colocado após uma consoante única inicial. Esse infixo faz um substantivo de um verbo:
sat- pegar um pé 

srnat- um ponto de apoio
koq- morar 

krnoq- uma casa
se reduz a -r- quando entre as consoantes
kadôôlq- descansar acabeça sobre algo 

krdôôlq- um travesseiro